# Internacionalizacija in lokalizacija
Internacionalizacija in lokalizacija, okrajšano i18n in L10n, sta procesa za prilagajanje programske opreme različnim jezikom, regionalnim posebnostim in tehničnim zahtevam ciljnih geografskih skupin uporabnikov. Internacionalizacija je v tem paru proces oz. usmeritev razvoja aplikacije, da jo je možno zlahka prevesti ali drugače prilagoditi brez spreminjanja jedra, lokalizacija pa proces dodajanja prevodov ali drugih komponent, ki jih je treba prilagoditi lokalnim zahtevam, na to osnovo. Lokalizacijo se izvede za vsako lokaliteto posebej v zadnji fazi razvoja, internacionalizacijo pa ob ustreznem načrtovanju samo enkrat, med razvojem.
Besedi zaradi njune dolžine programerji pogosto okrajšajo z numeronimoma i18n (18 je število črk med prvo in zadnjo črko v angleški besedi internationalization) in L10n (enako za localization). L10n nekateri pišejo z veliko začetnico, da se bolje ločita. Okrajšavo i18n so uvedli pri podjetju Digital Equipment Corporation v 1970. ali 1980. letih. Drugje, med drugim pri podjetjih IBM in Oracle, namesto tega uporabljajo besedo globalizacija (globalization, g11n) kot krovni izraz za internacionalizacijo in lokalizacijo.

## Obseg
Prevajanje v jezike uporabnikov je običajno najzamudnejši del lokalizacije jezika aplikacije. Poleg tega je treba pri lokalizaciji upoštevati še druge slovnične posebnosti, med njimi:
- format zapisa številk in datumov,
- pisave z različnimi nabori črk; sodobni sistemi uporabljajo standard Unicode za zapisovanje znakov vseh jezikov z enotnim kodiranjem znakov,
- smer pisanja: od leve proti desni pri večini evropskih jezikov, od desne proti levi v hebrejščini in arabščini, pri nekaterih azijskih jezikih lahko tudi od zgoraj navzdol,
- pravila rabe velikih začetnic in ločil,
- zapletenejša slovnična pravila (rodilnik, množinske oblike števnikov ipd.) – pomembna pri programih, ki dinamično generirajo uporabniški izpis.

V širšem smislu lahko naletijo programerji pri lokalizaciji na številne kulturne razlike med skupinami uporabnikov poleg samega jezika, ki jih je treba upoštevati:
- merski sistemi,
- valute,
- lokalni zakoni,
- prepoznavni simboli za ikone,
- formati poštnih naslovov, telefonskih številk ipd.,
- standardi velikosti papirja,
- standardi električnega omrežja, ...

## Tehnike
Tako pri predelavi obstoječe programske opreme kot pri dizajnu in razvoju nove, internacionalizirane aplikacije, je prvi korak oddelitev vseh lokalizabilnih delov (bodisi programske kode, besedila ali drugih podatkov) v ločene module.
Pri zagotavljanju prevodov je prevladujoča praksa, da se tekste oblikuje kot nize virov, ti pa so nato naloženi po potrebi med izvajanjem programa. Nizi so spravljeni v posebnih datotekah, ki jih je enostavno prevesti. Datotekam s prevedenimi nizi včasih pravimo sporočilni katalog (message catalog), saj se ti nizi imenujejo sporočila (message). Katalog običajno vključuje zbirko datotek v določenem formatu lokalizacije in standardno knjižnico za interpretacijo formata.
Drugi lokalizacijski problemi, kot sta smer pisanja in sortiranje, zahtevajo globlje posege v arhitekturo programa.